# Monument voor de te jong gevallen boom
Het Monument voor de te jong gevallen boom is een kunstwerk in Amsterdam-Centrum.
Het ontwerp van het beeld is afkomstig van de kunstenaar André van der Linden (Amsterdam, 1945), die een jaar gestudeerd heeft aan de Rijksakademie van beeldende kunsten aan de Stadhouderskade, Amsterdam, maar verder autodidact is. Hij zag tijdens een tocht door de De Lairessestraat een deels afgezaagde dode boom en wilde de restanten weer 'tot leven' brengen door ze kunstig te bewerken, maar werd tegengehouden door de politie. De bedoelde boom werd onderzoeksmateriaal voor de Universiteit van Amsterdam. De politie kwam wel met een alternatief: benader burgemeester Ivo Samkalden. Van der Linden deed dat en kreeg toestemming een op sterven na dode boom, die net zo knoestig was en in het Frederikspleinplantsoen stond, te bewerken. 
Hij wilde met het beeld een daad stellen op de Dag van de Arbeid (1 mei 1971) tegen de geldmaatschappij van De Nederlandsche Bank (destijds gevestigd aan het Frederiksplein) en over de teloorgang van natuur in Nederland ("invalide positie van de bomenstand", aldus de kunstenaar in het NRC Handelsblad). Tijdens de schilder- en beitelwerkzaamheden, kwam de passerende Amsterdammer al met commentaar (werd het een paashaas en sta jij daar een boom te vernielen). Het beeld kwam om het aantal jaren in beeld; het zou beschadigd zijn dan wel verrot dan weer verwaarloosd. Iedere keer dreigde het te verdwijnen, maar ook in 2018 stond het nog op het Frederiksplein. 
Al snel na oplevering van het kunstwerk vertrok de kunstenaar naar Friesland, waar een aantal van zijn kunstwerken in de open ruimte te vinden zijn. Ze zijn dan van metaal. Een vergelijkbaar beeld, dat inmiddels verdwenen is, is de Appel-boom van Karel Appel, een beschilderde boomstam voor de festiviteiten rond 100 jaar Vondelpark in 1965. Op het Frederiksplein ligt ook een geknakte boom van brons in de gedaante van kunstwerk Monument Walraven van Hall.

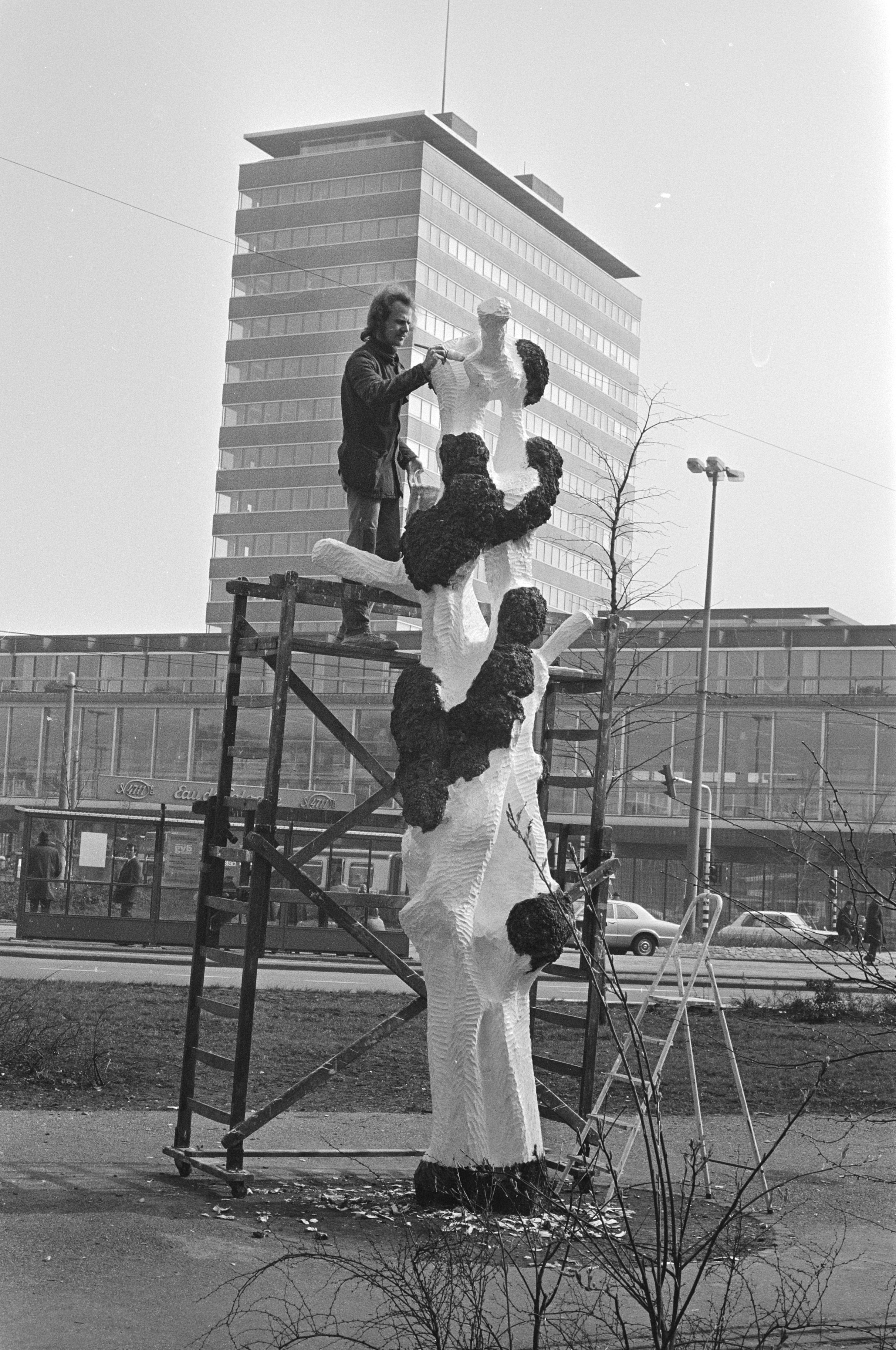
De kunstenaar aan het werk in 1971